# الزويدة
قرية الزويدة هي إحدى القرى التابعة لمركز سيدي براني في محافظة مطروح في جمهورية مصر العربية. حسب إحصاءات سنة 2018، بلغ إجمالي السكان في الزويدة 2,683 نسمة، منهم 1,345 رجل و 1,338 امرأة.